# Lorenzo Maitani
Lorenzo Maitani (okolo 1275 Siena – 1330 Orvieto) byl italský architekt, sochař a stavitel. Byl primárně zodpovědný za stavbu a výzdobu průčelí katedrály v Orvietu.

## Život
Narodil se v toskánském hlavním městě Siena. Zde si rovněž vybudoval svou pověst a později byl pověřen samotným papežem, aby jako architekt dohlížel na různé stavby a aby se ujal i výstavby velké katedrály v městě Orvieto. V roce 1310 získal titul „capomaestro“ katedrály a navíc se stal dozorcem mostů a světských staveb.
Konstrukce fasády katedrály je považována za jeho nejvýznamnější stavitelskou práci. Maitani však na katedrále pracoval nejen jako stavitel a architekt, ale i jako sochař. Jeho pojetí a citlivost vnesla celé stavbě zcela originální a nezapomenutelný vzhled. Vytvořil zde různé biblické výjevy, jako např. „Výjevy z knihy Genesis“ nebo „Poslední soud“. Jeho velice jemné reliéfy naznačují francouzský gotický vliv. Maitani zde vytvořil i bronzové sochy, jako např. „Orel svatého Jana“ a „Anděl svatého Matouše“.